# Dorfkirche Ribbeck (Nauen)

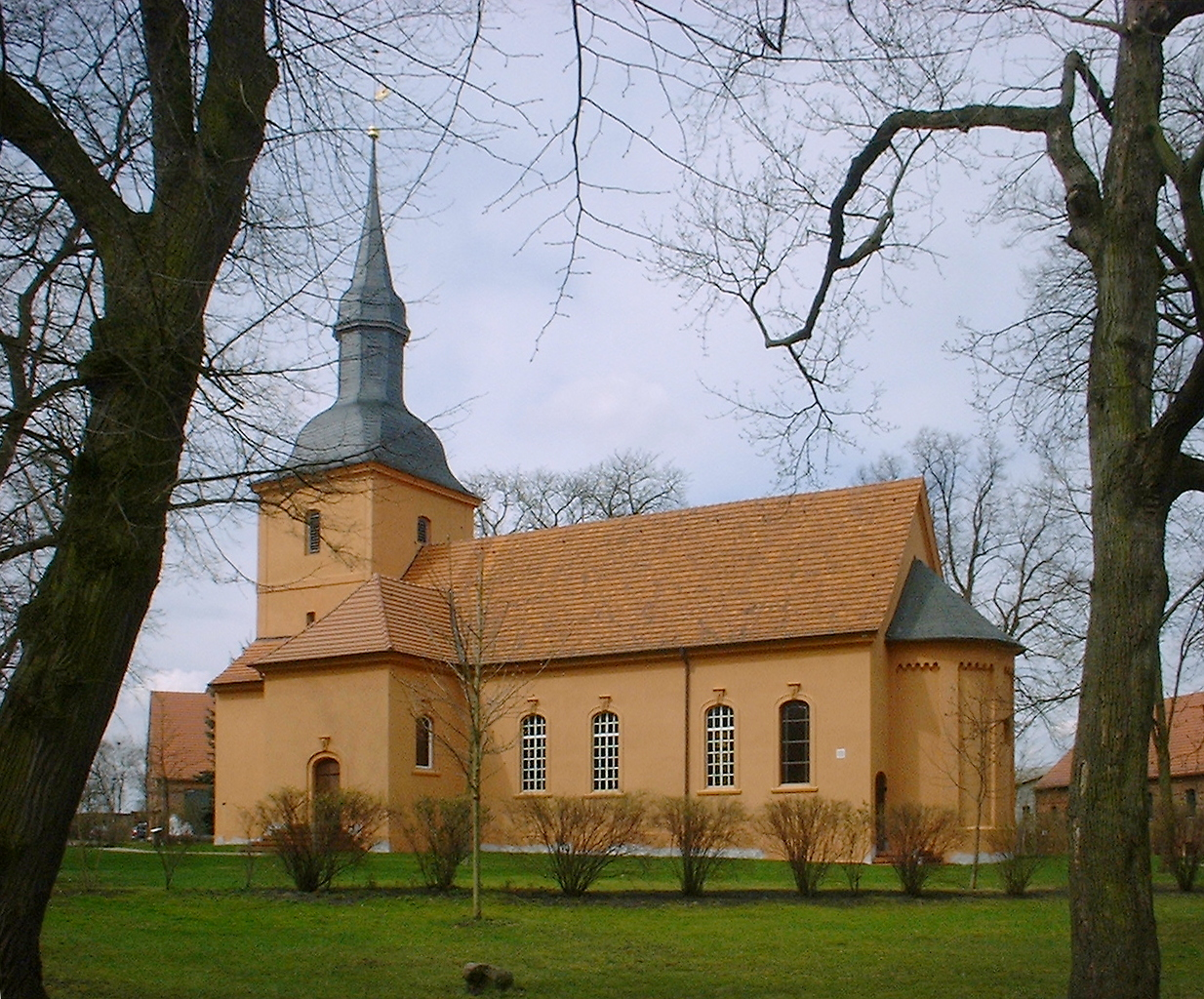
Dorfkirche Ribbeck

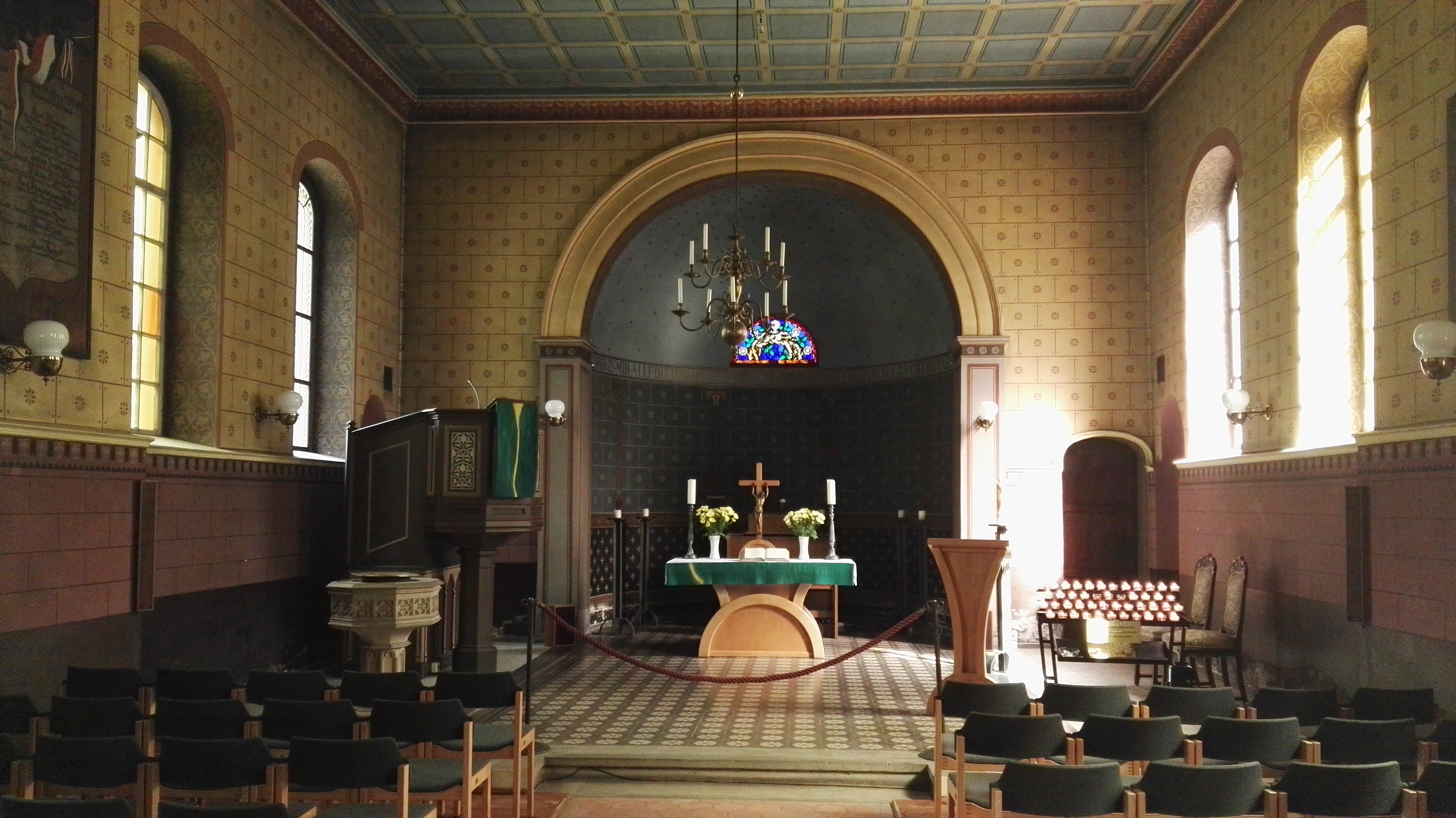
Innenansicht

Die evangelische Dorfkirche Ribbeck ist eine im Kern gotische, barock umgebaute Saalkirche im Ortsteil Ribbeck von Nauen im Landkreis Havelland in Brandenburg. Sie gehört zur Kirchengemeinde Ribbeck im Kirchenkreis Nauen-Rathenow der Evangelischen Kirche Berlin-Brandenburg-schlesische Oberlausitz.

## Geschichte und Architektur
Die Kirche ist ein ursprünglich gotischer Backsteinsaalbau mit quadratischem Westturm in der Breite des Kirchenschiffs. Im Jahr 1722 wurden die Fenster vergrößert und mit Korbbögen eingefasst, der Westturm verändert und mit barocker Schweifhaube und Laterne abgeschlossen.
Im Jahr 1887 wurde das Kirchenschiff beträchtlich nach Osten verlängert und eine eingezogene Apsis wurde angebaut. Beide Seiten des Langhauses haben im Westen zweigeschossige kurze Anbauten. Die Schlusssteine der Fenster- und Portalfaschen sind mit Palmwedeln und Christusköpfen aus dem 19. Jahrhundert verziert.
Eine umfassende Sanierung erfolgte in den Jahren 1991 bis 1996, dabei wurde der westliche Kirchenbereich mit einer im Grundriss halbrunden Glaswand in Raumhöhe abgetrennt und zweigeschossig ausgebaut; der Turmhelm wurde mit Unterstützung der Deutschen Stiftung Denkmalschutz restauriert. Das Innere ist flach gedeckt, die Ausmalung stammt von 1887 im Stil der Schinkel-Schule und wurde 1995 nach Befund erneuert. Das halbrunde Fenster in der Apsis mit farbiger Verglasung mit einer stilisierten Dornenkrone mit Blüten ist eine Stiftung von Pfarrer Boelcke vom Beginn des 20. Jahrhunderts.

## Ausstattung

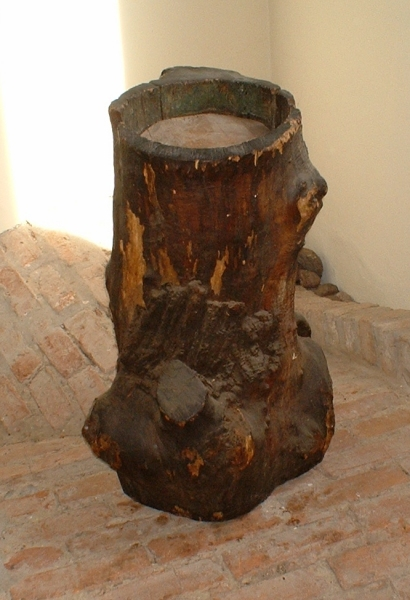
Rest des alten Birnbaums

Die Kanzel und der Taufstein stammen aus dem 19. Jahrhundert. Ein fragmentarischer Taufengel aus Eichenholz gehört der ersten Hälfte des 18. Jahrhunderts an und wurde 1997 restauriert. Ein geschnitztes Epitaph ist mit kriegerischen Emblemen bemalt und erinnert an Georg Werner von Bardeleben († 1708). Weiter erinnert eine Gedenktafel an Hans Georg Carl Friedrich Ernst von Ribbeck (* 22. April 1799; † 31. Dezember 1882). Die Orgel der Kirche ist ein elektronisches Instrument.
In der Kirche steht auch der Stumpf des Birnbaums, der durch das Gedicht Herr von Ribbeck auf Ribbeck im Havelland von Theodor Fontane bekannt wurde und 1911 bei einem Sturm umstürzte. Südlich der Kirche wurde im Jahr 2000 ein neuer Birnbaum gepflanzt. In der Gruft der Kirchenpatrone derer von Ribbeck unter dem südlichen Anbau der Kirche ist auch Hans Georg von Ribbeck (1689–1759) beigesetzt, der als das reale Vorbild des oben genannten Herrn von Ribbeck gilt.